# Indian Creek (Floride)
Pour les articles homonymes, voir Indian Creek.
Indian Creek est un village et un îlot américain situé dans le comté de Miami-Dade en Floride. En raison de son caractère isolé et de sa population richissime, la municipalité est parfois décrite par la presse comme le « bunker des milliardaires de Miami »,,.

## Géographie
Indian Creek est un îlot situé au nord de Miami Beach, dans la baie de Biscayne. Indian Creek est relié par une unique route à Surfside et au reste de la Floride,.
L'îlot couvre 294 acres (119 ha). La municipalité s'étend quant à elle sur une superficie de 0,47 milles carrés (1,22 km2), dont 0,43 milles carrés (1,11 km2) de terres. Une petite partie du territoire municipal, comprenant notamment la mairie, se trouve en effet de l'autre côté du pont de Surfside. Le country club d'Indian Creek occupe environ 80 % de sa superficie.

## Histoire
Dans les années 1920, l'îlot est transformé en country club pour personnes fortunées. Les tourbières sont semées pour transformer l'île en campagne anglaise et 41 lots sont prévus pour accueillir des maisons en front de mer autour du terrain de golf. Le club-house est construit en 1929 par l'architecte Maurice Fatio (en).
Un projet pour inclure Indian Creek dans une plus grande île artificielle est abandonné en raison de la Grande Dépression. À la fin des années 1930, craignant une annexion par la ville voisine de Surfside, les habitants de l'île demande à pouvoir se constituer en municipalité. La municipalité d'Indian Creek est créée par la législature de Floride le 17 mai 1939.
À partir de la fin du XXe siècle, les maisons construites dans les années 1940 à 1960 sont peu à peu détruites pour laisser place à d'imposantes maisons de maître. En 2017, Indian Creek comprend toujours 41 lots pour une trentaine de maisons avec vue sur mer autour de son country club exclusif, qui comprend environ 300 membres payant chaque année une cotisation de 16 000 dollars. L'accès à la municipalité, par la route ou la mer, est contrôlé par 13 personnes assurant la sécurité de l'îlot.

## Démographie
| 1950 | 1960 | 1970 | 1980 | 1990 | 2000 |
| ---- | ---- | ---- | ---- | ---- | ---- |
| 44   | 60   | 82   | 103  | 44   | 33   |

| 2010 | - | - | - | - | - |
| ---- | - | - | - | - | - |
| 86   | - | - | - | - | - |

Selon le recensement de 2010, Indian Creek compte 86 habitants.
Originellement composée de « White Anglo-Saxon Protestants », la population d'Indian Creek a évolué en accueillant de riches étrangers à l'image de Julio Iglesias ou du prince saoudien Turki bin Abdul Aziz. Selon l'American Community Survey de 2013-2017, si sa population est composée à plus de 60 % de personnes nées à l'étranger celle-ci reste toutefois très majoritairement blanche (à environ 80 %).
L'île est considérée comme l'une des plus riches et des plus exclusives du pays. Au début du XXIe siècle, les résidences secondaires d'Indian Creek deviennent des foyers où s'installent de manière permanente ces riches familles, conduisant à une augmentation de la population.

## Résidents
En 2014, l'îlot de 86 habitants accueille quatre des 500 plus grandes fortunes du pays : Carl Icahn, Eddie Lampert (en), Norman Braman (en) et Charles B. Johnson (en). Selon le Miami Herald, la fortune des résidents d'Indian Creek s'élève alors à 37 milliards de dollars.
Extrêmement sécurisé, Indian Creek continue d'attirer les milliardaires et grandes fortunes américaines, dont Tom Brady, Jared Kushner et Ivanka Trump ou encore Jeff Bezos, qui y achète deux propriétés en octobre 2023 pour 148 millions de dollars.